# (4521) Akimov
(4521) Akimov (1979 FU2) – planetoida z pasa głównego asteroid okrążająca Słońce w ciągu 5,51 lat w średniej odległości 3,12 j.a. Odkryta 29 marca 1979 roku.